# Scherenhebel

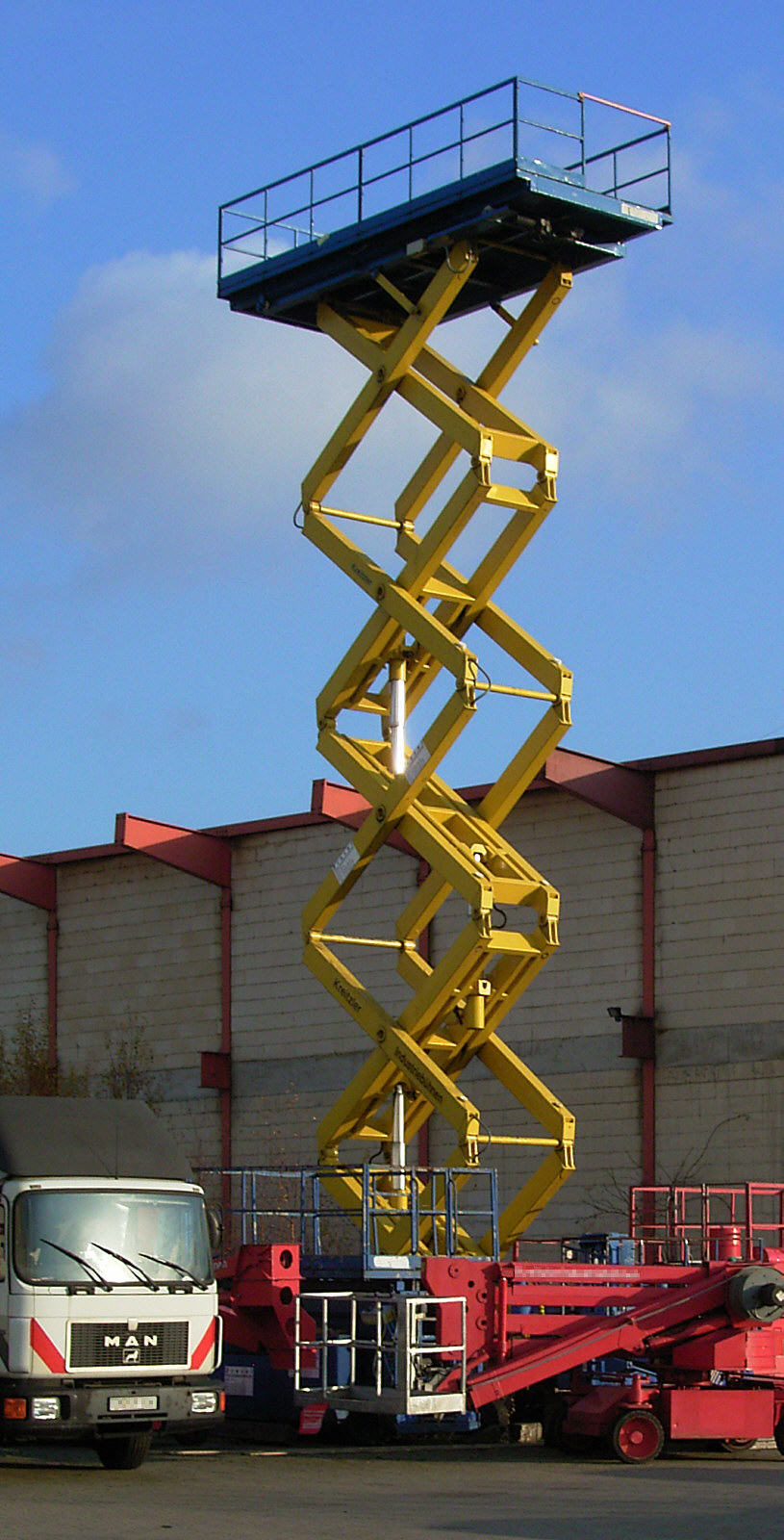
Hebebühne

Als Scherenhebel werden paarige Stäbe bezeichnet, die über Kreuz gelegt an diesem Kreuzungspunkt mit einer Achse verbunden sind. Eine gegeneinander gerichtete Bewegung zweier Hebelenden hat eine gleichartige Bewegung der jeweils gegenüberliegenden Hebelenden zur Folge. Diese Hebelbewegung wird für verschiedene Zwecke genutzt, beispielsweise bei Scheren und Zangen zum Schneiden oder Drücken eines Objekts oder bei Hubliften zur Erzeugung einer Bewegung senkrecht zur auslösenden Bewegung. Daneben werden Scherenhebel auch zur Stabilisierung von beweglichen Konstruktionen benutzt, etwa bei Faltrollstühlen zum Fixieren des Gebrauchs-Zustandes.

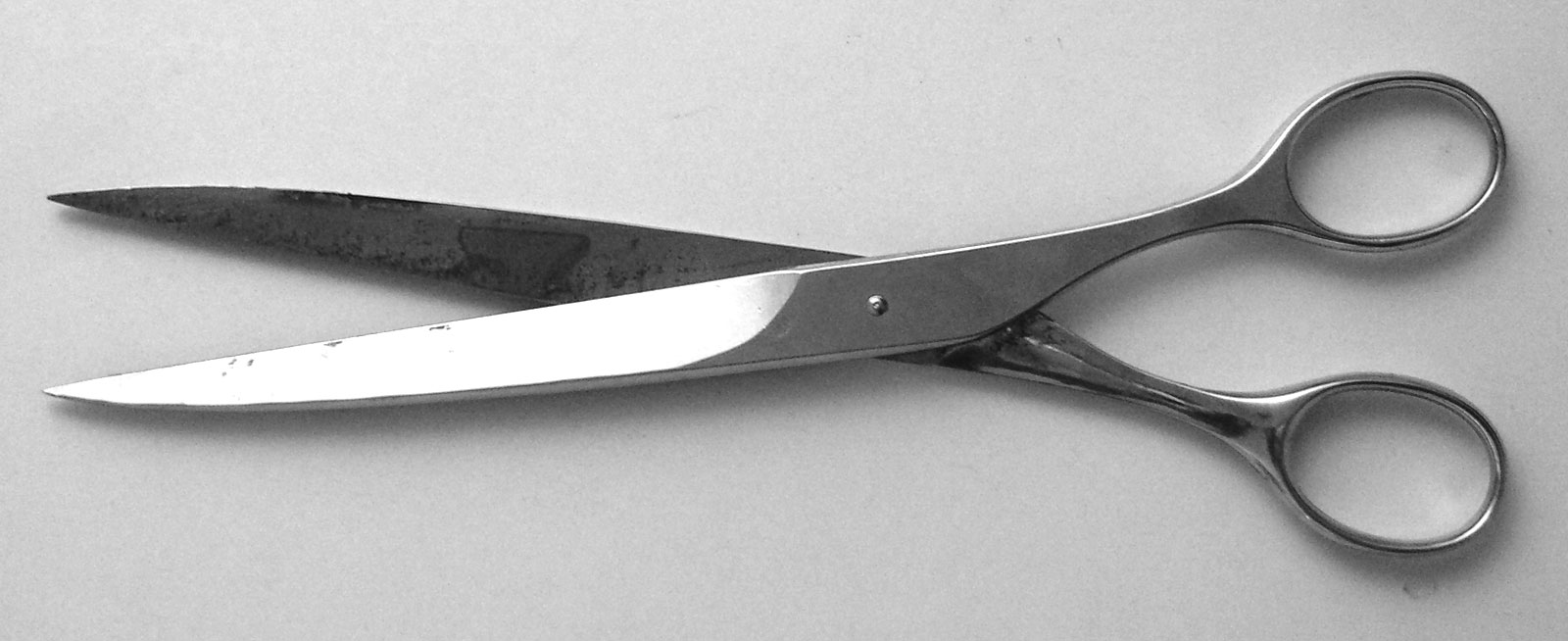
Schere

Mit einer Aneinanderreihung von Scherenhebel-Elementen, die jeweils an den Hebelenden mit einem weiteren Scherenhebelelement beweglich verbunden sind, lassen sich teleskop-ähnlich ausfahrbare Tragelemente anfertigen (z. B. Hebebühne – Bild, siehe auch: Nürnberger Schere).
Siehe auch: Hebelgesetz